# Maison-musée château Gala Dalí
La maison-musée du château Gala Dalí, château de Púbol, est un lieu culturel ouvert au public depuis 1996, qui permet de découvrir une demeure médiévale où Salvador Dalí matérialisa une débordante activité créatrice en pensant à une personne, Gala, ainsi qu'à une fonction, le repos et le refuge de son épouse. Avec le temps, cet espace est finalement devenu, entre 1982 et 1984, le dernier atelier de Salvador Dalí et le mausolée de sa muse.

## Le site
Bien que le château soit connu depuis le XIe siècle, la structure sur laquelle repose le bâtiment actuel à trois étages structurés autour d'un étroit patio ceint de murs remonte à l'époque dorée de la baronnie de Púbol : la seconde moitié du XIVe siècle et le début du XVe siècle.

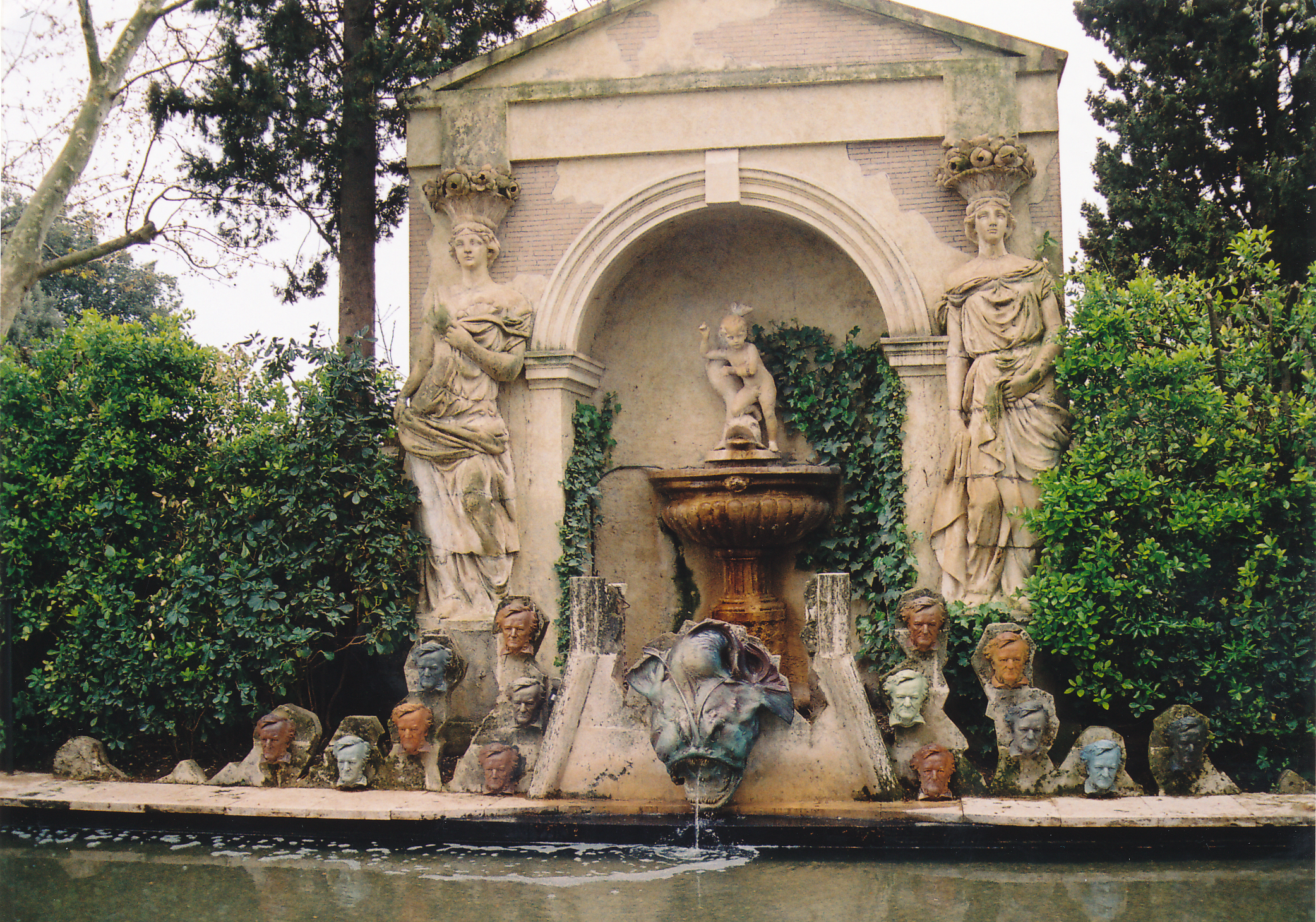
Bustes de Richard Wagner dans le jardin du château

Lorsque Dalí l'a acheté en 1969, le château était en piteux état : les plafonds effondrés, les murs fissurés de part en part et le jardin à l'abandon donnaient à l'ensemble une allure romantique qui séduisit tant les Dalí qu'ils tentèrent de la conserver. Ils firent consolider les vestiges en se gardant bien de cacher les cicatrices que le temps y avait laissées. Ils les restaurèrent en tirant parti des murs et des plafonds à demi détruits pour créer des espaces insolites aux dimensions très contrastées. La décoration intérieure repose sur le baroque des textiles, l’ornementation picturale des murs, le trompe-l'œil, les antiquités, les symboles à caractère romantique… Le tout compose un lieu clos, mystérieux, intime, austère et sobre, avec des espaces d'une grande beauté, telles les anciennes cuisines transformées en salle de bains ou le Salon du Piano.
La maison-musée appartient à la Fondation Gala-Salvador Dalí et gérée par celle-ci.

## Galerie de photos

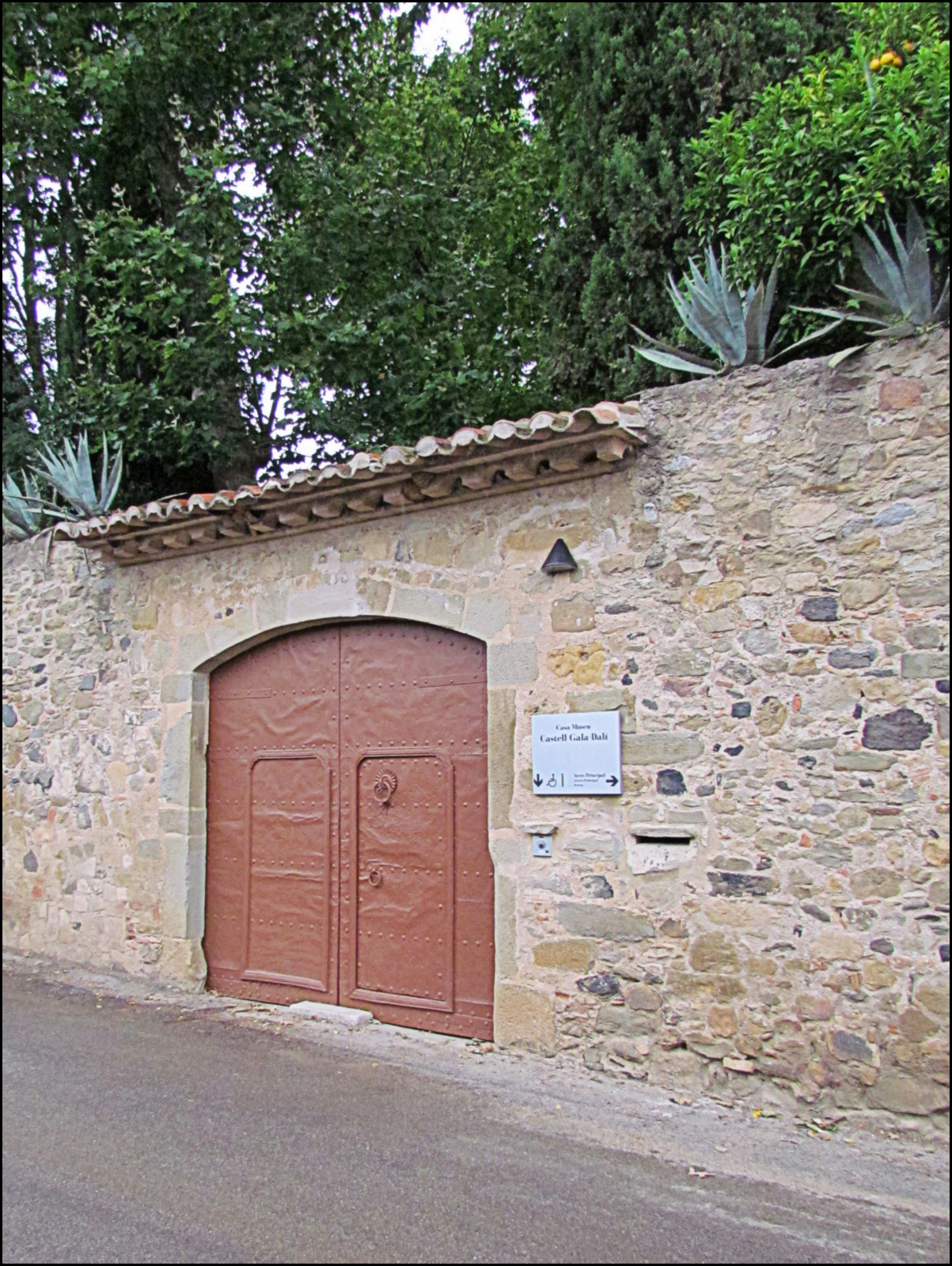
Entrée privée de la maison de Gala Dali devenue musée .
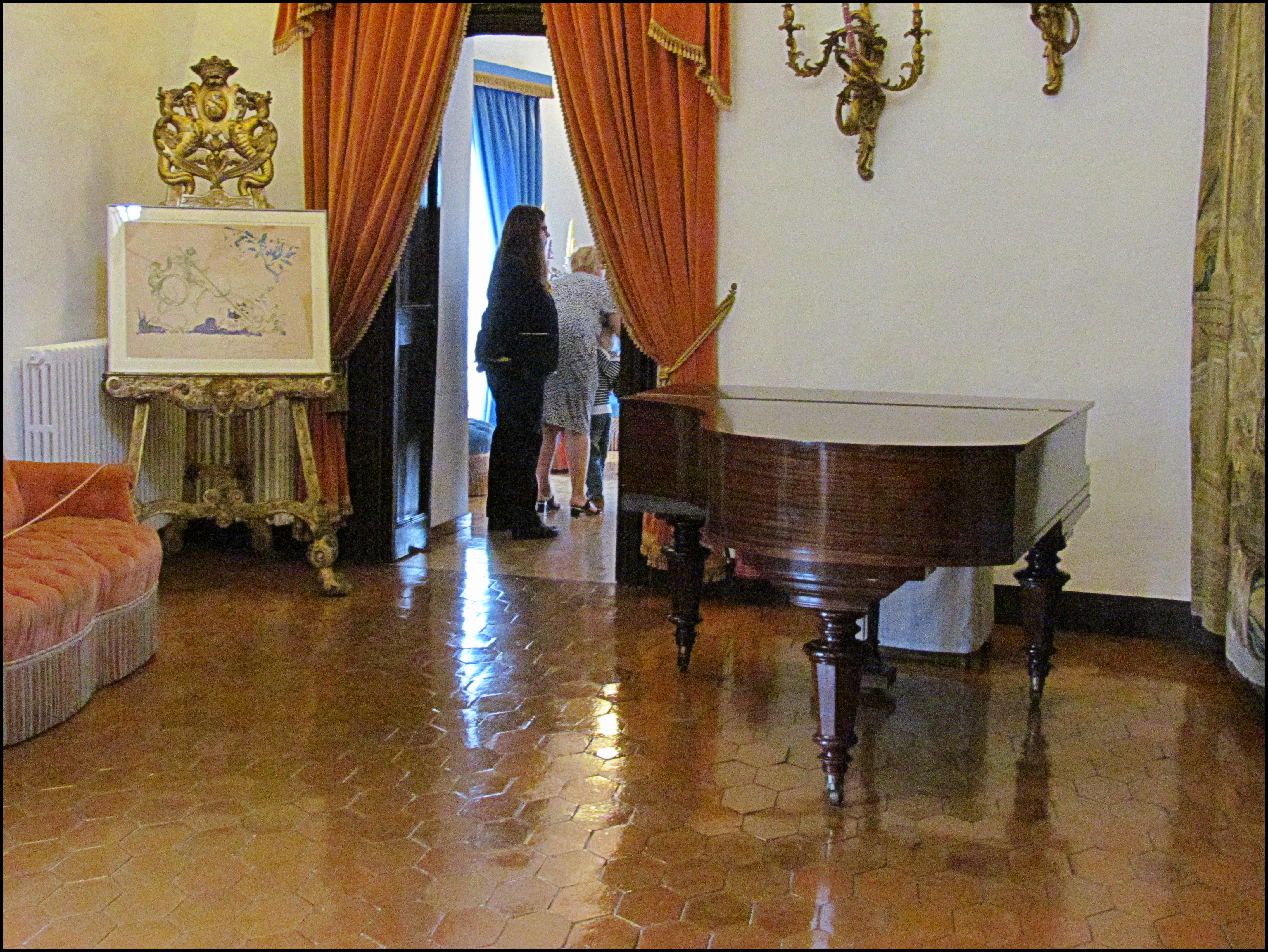
Salle au piano .
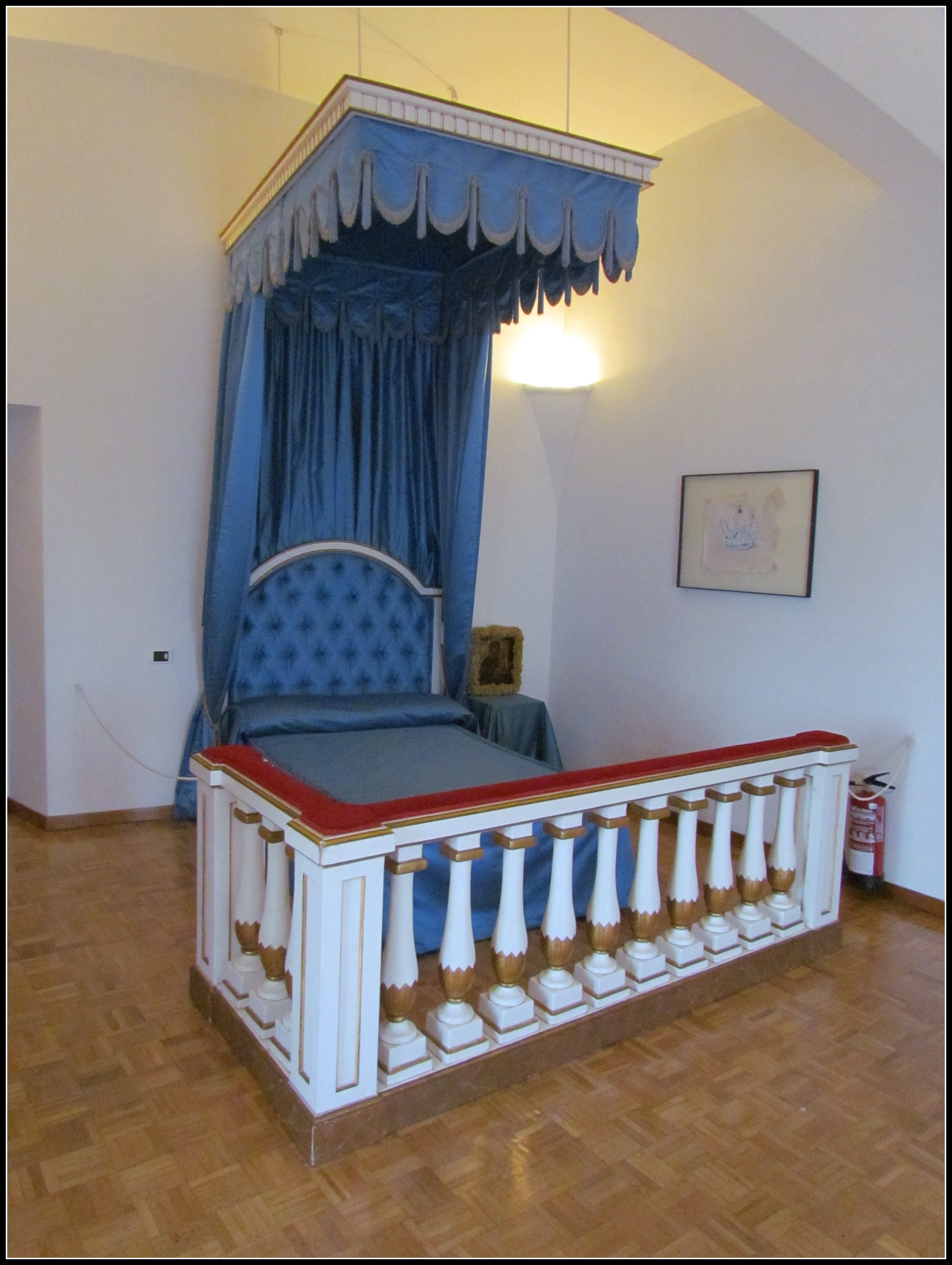
Chambre de Gala .
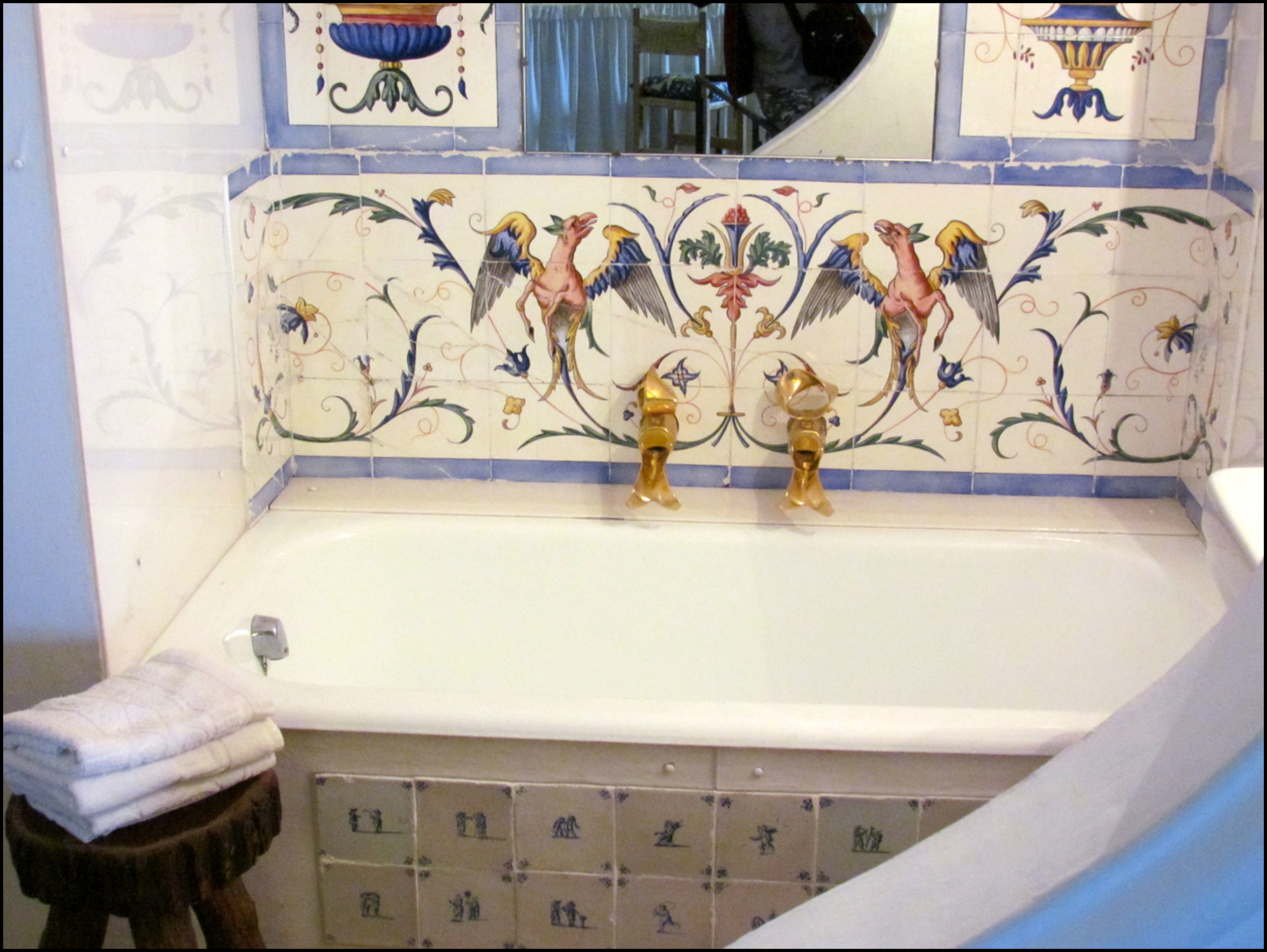
Salle de bain de Gala .
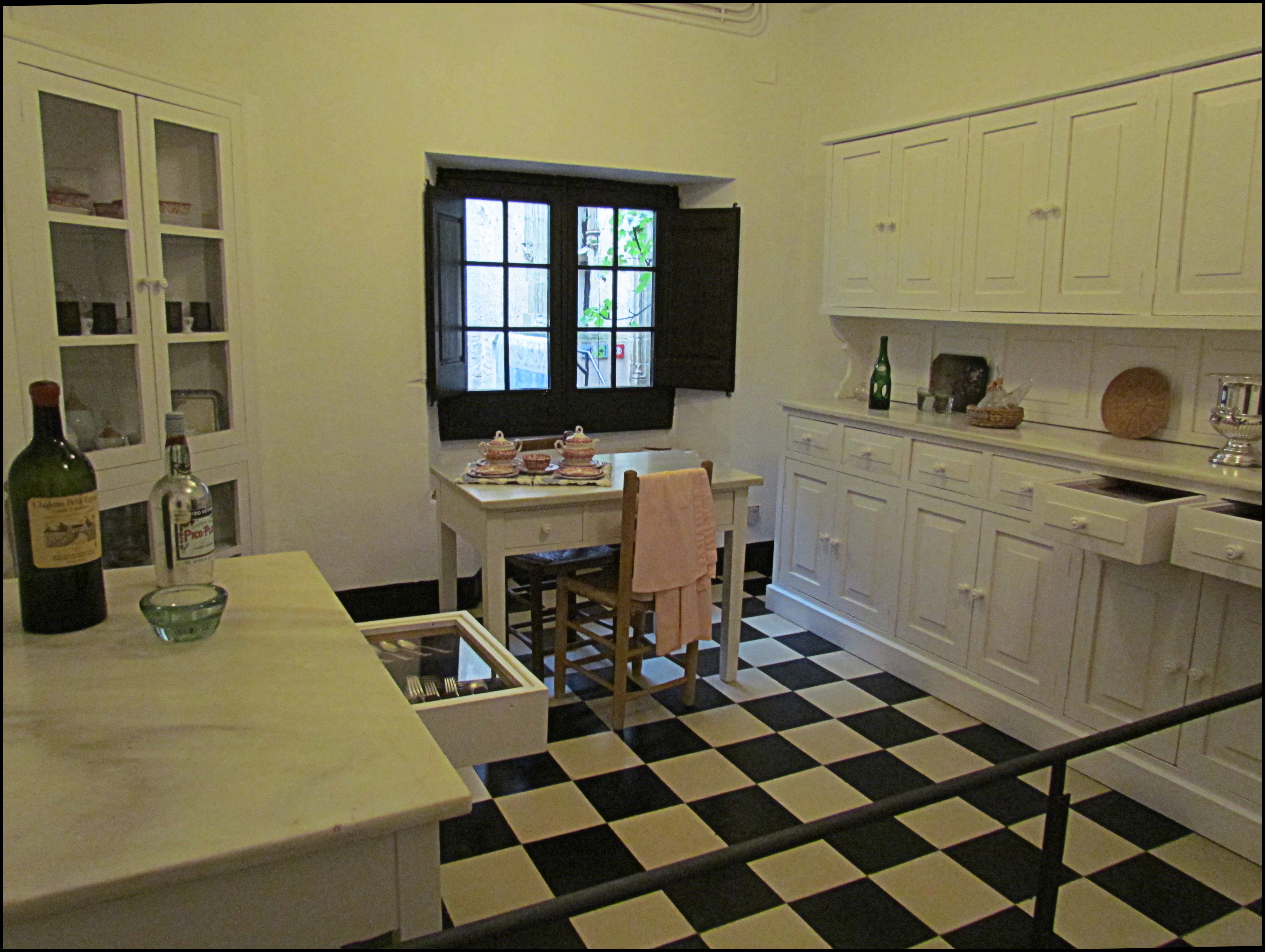
Cuisine .
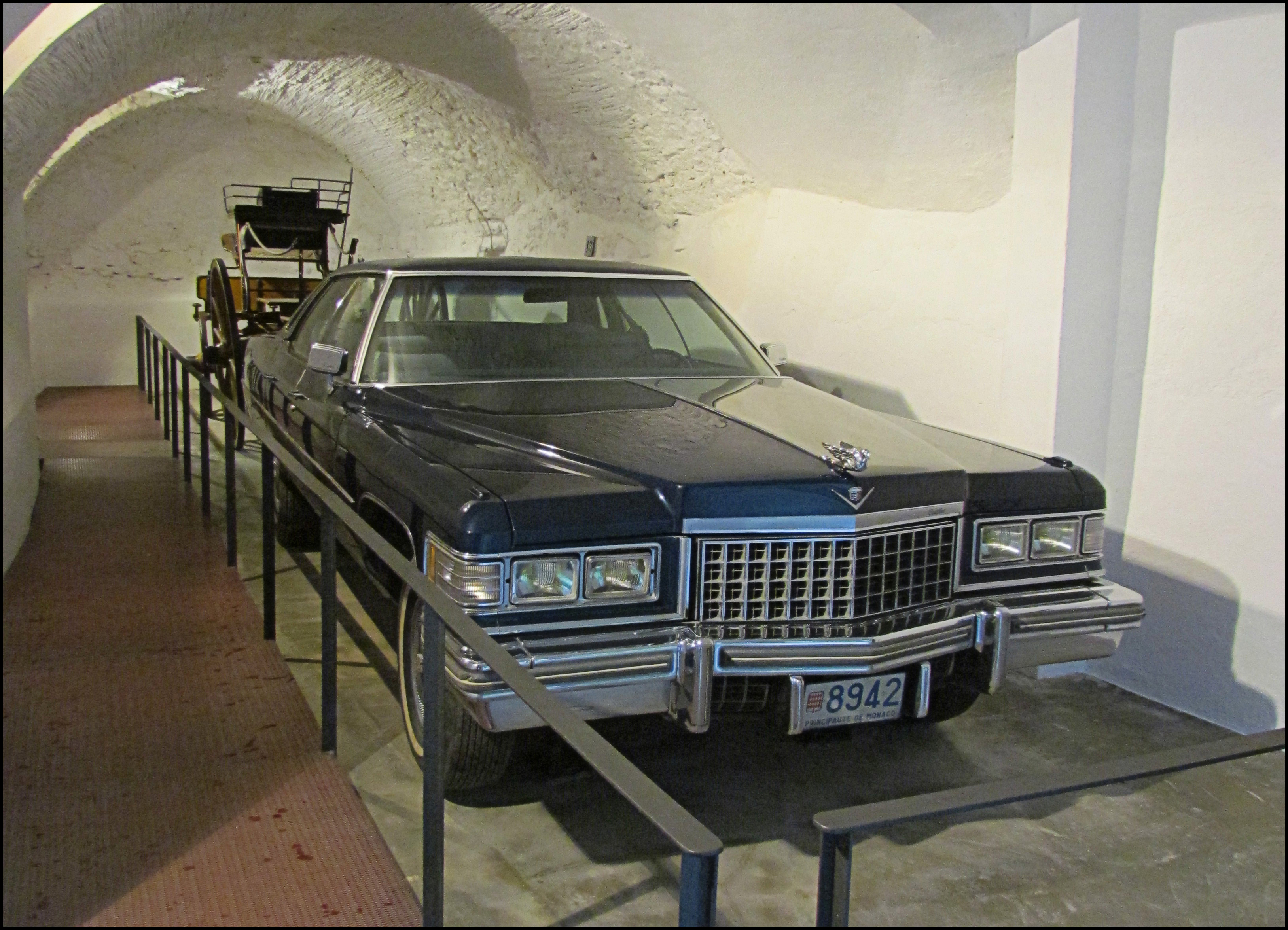
Voiture d'apparat .